# 長谷直美
長谷 直美（はせ なおみ、1956年〈昭和31年〉5月15日 - ）は、日本の女優、元アイドル歌手。本名、長谷川 順代（はせがわ のぶよ）。
東京都大田区出身。沢井事務所を経て、現在 FLYINGDASHに所属。

## 来歴
東京都大田区生まれ。小学生の頃、神奈川県横浜市へ移るが、後に東京へ戻る。相模女子大学高等部3年から東京都立駒場高等学校（定時制）へ転校し同年大学入学資格検定合格。
17歳のとき、ミス・エールフランスコンテストで入賞 し、芸能界へ。芸名は同コンテストを主催した旺文社から提示されたもので、まず5つの芸名候補が挙げられ、これらから旺文社の雑誌上で一般読者審査の結果、決定した。
1974年、シングル『私は天使じゃない』でレコードデビュー。同年、ドラマ『四季の家』（NHK）で女優としてもデビューした。
1976年よりレギュラー出演した『俺たちの朝』（NTV）におけるアクティブなヒロイン役で脚光を浴び、以後、数々のドラマや時代劇にレギュラー出演。持ち前の快活な性格を生かし、バラエティ番組でも活躍した。
ル・マン24時間レースで、T2Mモータースポーツチームの広報を担当。「長谷川憩世」のペンネームで作曲活動も始めた。
1994年には自身初のヘアヌード写真集『本能 INSTINCT』を発表。同年、外資系会社勤務の幼馴染の男性と結婚・長女を出産、フランスで生活を続けていた。しかし2010年に離婚、長女が元夫との生活を選択したため単身でフランスを離れることになったと2012年9月7日放送の『爆報! THE フライデー』で告白した。同年、テレビ番組の企画で検診を受けたところ大腸がんが見つかり腹腔鏡手術を受けた。2013年3月の時点で、日本での住まいは家賃58000円のシェアハウスであったと公表している。元夫は2016年に死去。
1995年 - 2011年、フランス・パリ在住。2011年 - 2012年、ロンドン・イギリス在住、舞台演劇を学ぶ。ロンドン大学ギルド・ホール演劇部門/レベル8合格。
2012年に帰国して10月、『ハローダーリン〜二人っきりの解けないバランス〜』で初舞台に立つ。
2013年の『警視庁南平班〜七人の刑事〜(6)』のゲスト出演で22年ぶりドラマ復帰した。
2013年11月～12月にかけて「長谷直美×SHOGUN」名義でライブツアーを決行。
2019年6月、デビュー46年目、62歳（撮影時）にして初の主演映画『悪い女はよく稼ぐ』が公開される。

## 人物
- 特技は自動車の運転。国内A級ライセンスを持っていた。『大追跡』（NTV）や『太陽にほえろ!』では、手慣れた運転テクニックをたびたび披露している。特に『太陽にほえろ!』では劇中においてもA級ライセンスを所持しているという設定になっている。
- 特技はスキー[2]、モータースポーツ[2]。趣味はドライブ[2]、方位学[2]。

## 出演

### テレビドラマ
- 水曜劇場 / 四季の家（1974年10月 - 1975年2月、NHK総合）
- 金曜ドラマ（TBS）
  - 悪魔のようなあいつ 第14話、第17話（1975年） - マキ
  - もういちど結婚（1983年）
- 恐怖はゆるやかに（1976年、NHK総合)
- 夜明けの刑事 第73話「ハンサム歌手の赤い殺意!!」（1976年、TBS / 大映テレビ）
- 俺たちの朝（1976年 - 1977年、日本テレビ / 東宝）- 滝村麻子（カーコ）
- グランド劇場（日本テレビ）
  - 秋日記（1977年）
  - 姿三四郎（1978年 - 1979年）
  - 熱中時代 刑事編 第21話「熱中刑事タヌキ狩り」（1979年）- 岡喜代
  - 池中玄太80キロ 第2シリーズ 第15話「娘は女、親父は男」（1981年） - 北村すみえ
- 太陽にほえろ!（1977年11月 - 1986年11月、日本テレビ / 東宝） - 早瀬令子→岩城令子（マミー）[12]
- 大追跡（1978年、日本テレビ / 東宝） - 結城佳代子
- 桃太郎侍（高橋英樹版、日本テレビ / 東映）
  - 第118話「江戸っ子娘に春が来た」（1979年） - お春
  - 第154話「お救い小屋の山猫娘」（1979年） - お直
  - 第183話「結びの神は桃太郎」（1980年） - 菊姫
- 土曜ワイド劇場（テレビ朝日）
  - 0計画を阻止せよ 総理大臣誘拐!!（1979年、朝日放送）
  - 白い手 美しい手 呪いの手（1979年）
  - 鮮やかな完全犯罪 女相続人（1979年）
  - 京都妖怪地図 第1作「嵯峨野に生きる900歳の新妻」（1980年、朝日放送） - 玲奈
  - 純愛連続殺人 血塗られたウェディングドレス（1981年、朝日放送）
  - 誘惑されて地獄行き 鮮やかなダプルトリック（1981年）
  - 隅田川殺人下り 整形鬼女の復讐（1982年、朝日放送）
  - 幻の断崖 恐怖の催眠療法（1982年）
  - 東京湾殺人めぐり 隣りの主婦は覚せい剤中毒?（1983年、朝日放送）
  - 家政婦は見た! 第3作「エリート家庭のあら探し 結婚スキャンダルの秘密」（1985年） - 邦枝マキ
  - 混浴露天風呂連続殺人 第6作「鬼嫁VS姑プラス小姑 屋久島-霧島-えびの高原ツアー」（1987年、朝日放送） - 岩村真紀
  - 能登半島女たちの殺人風景 死んだあいつが5人の女の復讐に帰ってきた…（1994年）
- 同心部屋御用帳 江戸の旋風IV 第18話「おやえと恋人たち・人情喜劇編」（1979年、フジテレビ） - おやえ
- 明日の刑事 第69話「あの胸にもういちど 田島刑事殉職」（1979年、TBS / 大映テレビ）- ナオミ
- 俺たちは天使だ!（1979年、日本テレビ） - 関谷久美子
- 鉄道公安官 第5話「駅弁さん、こんにちわ」（1979年、テレビ朝日 / 東映）
- 大都会 PARTIII 第34話「ストリート・ガール」（1979年、日本テレビ）
- 熱中時代・刑事編 第21話「熱中刑事タヌキ狩り」（1979年、日本テレビ） - 岡喜代
- 吉宗評判記 暴れん坊将軍 第87話「八百万石を狙う凶弾」（1979年、ANB） - お甲
- われら行動派!（1979年 - 1980年、CX）
- 服部半蔵 影の軍団（1980年、関西テレビ） - お霧
- 西部警察 第41話「バニング・レディ」（1980年、テレビ朝日） - 良美
- 傑作推理劇場 / 松本清張の駆ける男（1980年、テレビ朝日）
- 土曜ナナハン学園危機一髪 / ゆく道くる道わかれ道（1980年、フジテレビ）
- 御宿かわせみ 第1シリーズ 第5話「江戸の子守唄」（1980年、NHK総合）
- 火曜劇場 / 愛のA・B・C・D（1980年、日本テレビ）
- 旅がらす事件帖 第14話「子の舞 獅子舞 剣の舞」（1981年、関西テレビ） - てる
- 探偵同盟 第6話「木曜日マヤは寝坊した」（1981年、フジテレビ）
- 秘密のデカちゃん 第8話「私たち、夫婦になれるの、なれないの?!」（1981年、TBS / 大映テレビ）
- 大江戸捜査網（テレビ東京）
  - 第482話「嘘と誠の夫婦雛」（1981年） - おさき
  - 第493話「荒海を斬る隠密同心」（1981年） - おみよ
  - 第537話「父よ母よ、暴走娘愚連隊」（1982年） - お夏
  - 第559話「女がさまよう禁断の迷路」（1982年） - おみね
- 江戸の用心棒 第13話「小さな女主人」（1981年、フジテレビ） - りつ
- 銭形平次 第827話「簪は知っていた」（1981年、フジテレビ） - お春
- 木曜ゴールデンドラマ（よみうりテレビ）
  - 百円ケーキの歌（1981年）
  - 嫁・姑・嫁候補（1985年）
  - 愛されたい妻たち（1988年）
- お命頂戴!　第12話「女賊恨みの闇将軍」（1981年、テレビ東京）
- 鬼平犯科帳（萬屋錦之介版） （テレビ朝日）
  - 第2シリーズ 第10話「いろおとこ」（1981年6月16日） - おせつ
  - 第3シリーズ 第12話「尻毛の長右衛門」（1982年7月6日） - おすみ
- 水戸黄門 第12部 第21話「湯気に隠れた悪企み -山中-」（1982年1月8日、TBS / C.A.L） - お澄
- 時代劇スペシャル（フジテレビ）
  - 紫頭巾 黄金の秘密 悪徳幕政の暴虐に挑戦する仮面の必殺剣（1982年）
  - 江戸の大騒動 太助・家光・彦左衛門（1982年）
- 噂の刑事トミーとマツ 第2シリーズ 第7話「トミマツふらふら! ジャズダンスに潜入」（1982年、TBS / 大映テレビ））- 瀬川まき
- 金曜劇場 / 女優シリーズ 妻たちは…　ヒゲと弁当箱（1982年、フジテレビ）
- 銀河テレビ小説（NHK総合）
  - 聖者が街にやって来た（1982年） - 沖津かもめ
  - 愛してよろしいですか（1984年）
  - 総務部総務課山口六平太（1988年） - 有馬光子
- 大岡越前 第6部 第15話「大岡越前を殺せ!」（1982年6月14日、TBS / C.A.L） - おこう
- 必殺仕事人III 第5話「夢の女に惚れたのは秀」（1982年、朝日放送） - お銀
- 花王 愛の劇場 / トラックかあちゃん（1983年、TBS） - 芳江
- 連続テレビ小説（NHK総合）
  - おしん（1983年）
  - ノンちゃんの夢（1988年）
- 水曜ドラマスペシャル（TBS）
  - 砂の眠り もの言わぬ花の証言（1985年）
  - アヒルから白鳥になった女（1987年）
  - ママと私の捕物帳（1987年）
- 好色一代男 おらんだ西鶴（1985年10月19日、NHK総合） - 撫子
- 長七郎江戸日記 第1シリーズ 第80話「桔梗、花一輪」（1985年、日本テレビ）
- 金曜女のドラマスペシャル→男と女のミステリー（フジテレビ）
  - 団地妻連続殺人事件（1986年）
  - OL三人旅シリーズ - 宮原俊子
    - 第1作「湯けむり殺人事件」（1986年）
    - 第2作「日本海湯けむり殺人」（1986年）
    - 第3作「北海道露天風呂連続殺人」（1987年）
    - 第4作「台湾湯けむりツアー」（1988年）
    - 第5作「ナイル湯けむり殺人」（1988年）

  - 北陸L特急 殺しの双曲線 氷雪のホテル殺人事件、そして誰もいなくなった（1987年）
  - 望郷、中国服の女 シンガポールに消えた女の運命!（1989年）
- 火曜サスペンス劇場（日本テレビ）
  - 五周年記念作品（3） 誰かが見ている（1986年）
  - 雨の中の女 仕組まれた情事（1988年）
  - 天使が消えた夏（1990年）
- 太陽にほえろ!PART2（1986年11月 - 1987年2月、日本テレビ / 東宝）- 岩城令子（マミー）
- 妻そして女シリーズ / 心霊ドラマスペシャル（1） 透視の罠（1987年、毎日放送）
- 木曜劇場 / 窓を開けますか?（1988年、CX） - 奈美子
- 火曜スーパーワイド（テレビ朝日）
  - ぐるり富士山おまじないツアー（1988年）
  - 国際線スチュワーデス3人旅 シンガポール－香港珍道中!（1989年）
  - 国際線スチュワーデス3人旅II　シンガポール、マレーシア珍道中!（1989年）
- 砂の家（1989年、東海テレビ）
- 鬼平犯科帳（中村吉右衛門版） （フジテレビ）
  - 第1シリーズ 第14話「あきれた奴」（1989年） - おたか
  - 第4シリーズ 第6話「俄か雨」（1994年） - お長
- 月曜・女のサスペンス（テレビ東京）
  - 14年目の友情（1990年）
  - 背徳のメス（1991年）
  - 蒸発美人妻殺人事件（1991年）
- ドラマ10 / 真夜中のテニス（1990年、NHK総合）
- 月曜ドラマスペシャル / 山岳救助犬ララ 第1作（1990年、TBS）
- 木曜ドラマ / 私を海まで流して（1990年、テレビ朝日）
- 火曜ミステリー劇場（テレビ朝日）
  - ベビーシッター桃子の冒険 美人女子大生が覗いた名門家族のスキャンダル!（1990年）
  - 瀬戸大橋殺人旅行 高速深夜バスから消えた女! 東京－四国路、写真トリックの罠（1991年）
- ドラマスペシャル 郷愁（1990年、NHK総合）
- TBS新春大型時代劇スペシャル / 武田信玄（1991年、TBS）
- 七人の女弁護士 第1シリーズ 第7話「疑惑のトリカブト殺人! 密会写真トリックの罠」（1991年、テレビ朝日） - 伊藤智恵子
- 現代推理サスペンス / 悪者は誰? 愛妻が選ぶ、甘く危険な関係（1991年、関西テレビ）
- 検事・若浦葉子 第3話「乳がん再発!? 今、問いかける六法全書の愛と正義」（1991年、日本テレビ）
- 離婚屋稼業 お別れさせます（1991年、フジテレビ）
- 月曜ゴールデン / 警視庁南平班〜七人の刑事〜 第6作（2013年4月8日、TBS） - 田原世津子
- 水曜ミステリー9 / 新・犯罪交渉人百合子 第1作（2013年9月18日、テレビ東京） - 植垣啓子
- 子連れ信兵衛（NHK BSP） - おせい
  - 子連れ信兵衛（2015年）
  - 子連れ信兵衛2（2016年）
- 日曜プライム / 復讐捜査〜警察犬と刑事の殺人追跡行〜（2018年、テレビ朝日） - 三田園静江
- 警視庁機動捜査隊216X「引鉄」（2019年4月1日、TBS） - 内藤悦子
- 寺西一浩ドラマ
  - 〜人生いろいろ〜（2021年、TOKYO MX） - 岸田優子
  - 〜if〜警視庁捜査一課 剣木善治（2024年、BSフジ）[13]

### その他のテレビ番組
- ぎんざNOW!（1974年7月 - 9月、TBS）
- 独占! 男の時間（1975年 - 1977年、12ch）
- 欽ちゃん劇場 とり舵いっぱーい!（1979年、日本テレビ）
- 人形劇 三国志（1982年 - 1984年、NHK総合）

### ラジオ
- Changeの瞬間 〜がんサバイバーストーリー〜（2023年5月21日・28日、朝日放送ラジオ）[14]

### 映画
- 青春讃歌 暴力学園大革命（1975年、東映）
- おしゃれ大作戦（1976年、東宝）
- 激突!若大将（1976年、東宝）
- ミスターどん兵衛（1980年、東映）
- 日本フィルハーモニー物語 炎の第五楽章（1981年、にっかつ）
- ウィーン物語 ジェミニ・YとS（1982年、東宝）
- 肉体の門（1988年、東映）
- 女帝 春日局（1990年、東映）
- 陽光桜 -YOKO THE CHERRY BLOSSOM-（2015年、GRAND KAFE PICTURES） - 会田キヨ子
- お元気ですか?（2015年、KOMピクチャーズ）
- キリマンジャロは遠く（2016年）
- 悪い女はよく稼ぐ-BAD WOMEN GOOD JOB-（2019年、ピープス）- 水嶋忍（主演）

### オリジナルビデオ
- 大激突 果てなき抗争1・2（2018年、オールインエンタテインメント） - 国本の妻(安田の実姉)
- 日本抗争烈島 三極志（2019年） - 清武組姐 清武松恵

### CM
- 十条キンバリー（現 日本製紙クレシア）「コーテックス・ニーナ ナプキン」（1973年）
- パイロット万年筆（1974年）
- 大修館書店「和佛辞典・佛和辞典」（1974年）
- サンヨー食品「サッポロ一番カップスター」（1975年）[注 4]

### 舞台
- 「ハローダーリン〜二人っきりの解けないバランス〜」（2012年10月6日 - 21日、Bace KOM・10月12日‐13日、コレドシアター）
- 悪い女はよく眠る（2016年2月11日 - 14日、築地本願寺ブディストホール、9月3日 - 4日、大丸心斎橋劇場）
- レッドスネーク、カモン‼（2019年10月5日 - 13日、三越劇場） - 猪狩タキ 役

## ディスコグラフィ

### シングル
| #                    | 発売日           | 曲順             | タイトル           | 作詞             | 作曲             | 編曲             | 規格品番         |
| エピックレコード     | エピックレコード | エピックレコード | エピックレコード   | エピックレコード | エピックレコード | エピックレコード | エピックレコード |
| -------------------- | ---------------- | ---------------- | ------------------ | ---------------- | ---------------- | ---------------- | ---------------- |
| 1                    | 1974年 6月1日    | A面              | 私は天使じゃない   | なかにし礼       | 都倉俊一         | 都倉俊一         | ECLB-8           |
| 1                    | 1974年 6月1日    | B面              | 恋する季節         | なかにし礼       | 佐藤健           | 田辺信一         | ECLB-8           |
| 2                    | 1975年 4月21日   | A面              | はじらい           | なかにし礼       | 村井邦彦         | 馬飼野康二       | ECLB-17          |
| 2                    | 1975年 4月21日   | B面              | 誰にもないしょ     | なかにし礼       | 村井邦彦         | 馬飼野康二       | ECLB-17          |
| 3                    | 1976年 1月21日   | A面              | 街はボサノバ       | じゅん順弥       | 浜口庫之助       | 川口真           | ECLB-31          |
| 3                    | 1976年 1月21日   | B面              | 二人だけの無人島   | 浜口庫之助       | 浜口庫之助       | 川口真           | ECLB-31          |
| ワーナー・パイオニア |                  |                  |                    |                  |                  |                  |                  |
| 4                    | 1981年 1月25日   | A面              | レディス・アングル | 森雪之丞         | かまやつひろし   | 森村献           | L-384W           |
| 4                    | 1981年 1月25日   | B面              | スタンド・イン     | 森雪之丞         | かまやつひろし   | 森村献           | L-384W           |
| バウンディ           |                  |                  |                    |                  |                  |                  |                  |
| 5                    | 2018年 3月31日   | 01               | 欲望のダンス       | 及川眠子         | 黒住憲五         | 門倉聡           | OZCA-2002        |
| 5                    | 2018年 3月31日   | 02               | サクラマジック     | 及川眠子         | 黒住憲五         | 門倉聡           | OZCA-2002        |

## 写真集
- 『長谷直美in太陽にほえろ!』〈七曲署シリーズ〉、日本テレビ放送網、1986年12月16日。ISBN 4-8203-8646-8。
- 本能 INSTINCT（1994年11月20日、竹書房） ISBN 4-88475-946-X

## ビデオ
- 本能 INSTINCT（1994年11月11日、竹書房） VHS BV-11014 ISBN 4-88475-947-8 C0876
- 太陽にほえろ! 4800シリーズ（Vap）
  - Vol.10 ロッキー登場編（1995年2月1日） VHS VPVX-63489
  - Vol.16 マミー登場編（1995年4月1日） VHS VPVX-63495
  - Vol.47 ロッキー婚約編（1996年4月1日） VHS VPVX-63764
  - Vol.127 マミー＆ボギー・ドック編（1999年11月21日） VHS VPVX-64676

## DVD
- 俺たちは天使だ! 麻生探偵事務所全事件ファイル DVD-BOXI（2001年8月5日、Vap）VPBX-11905 *第1～10話
- 俺たちは天使だ! 麻生探偵事務所全事件ファイル DVD-BOXII（2001年10月5日、Vap）VPBX-11906 *第11～20話
- 悪魔のようなあいつ DVD SET 2（2001年12月21日、パイオニアLDC）PIBD-7100 *第11～17話 + 特典映像
- 大追跡 THE GREAT CHASE DVD-BOX（2003年1月22日、Vap）VPBX-11942 *全26話 + アンソロジーメイキング
- 俺たちの朝 DVD-BOXI（2005年7月21日、Vap）VPBX-12931 *第1～24話 + アンソロジーメイキング
- 俺たちの朝 DVD-BOXII（2005年10月5日、Vap）VPBX-12932 *第25～48話 + アンソロジーメイキング

## 著作
- 危険なダイエット（1992年6月11日、データハウス） ISBN 4-88718-120-5 C0036
- 長谷直美のイメージダイエット（1994年5月25日、廣済堂出版） ISBN 4-331-00647-6  C0247
- 朝が来るまで抱きしめて（1995年11月15日、廣済堂出版） ISBN 4-331-05677-5  C0093

## 共著
※ かわだ わか 編／著
- 沖雅也と「大追跡」-70年代が生んだアクションの寵児 （2008年11月12日、ワイズ出版） ISBN 978-4-89830-231-6